# Cosmetus soerenseni
Cosmetus soerenseni is een hooiwagen uit de familie Cosmetidae.